# Y Ferwig
Y Ferwig est un petit village et une communauté du pays de Galles situé dans le comté du Ceredigion, à environ 2 km de la ville d'Aberteifi (Cardigan). Dans ce village se trouve une école, une église et de petites maisons.